# Selección femenina de voleibol de Eslovenia
La selección femenina de voleibol de Eslovenia es el equipo representativo del país en las competiciones oficiales de voleibol. Su organización está a cargo de la Odbojkarska Zveza Slovenije (OZS). 

## Palmarés
| Competición        |   |   |   | Total |
| ------------------ | - | - | - | ----- |
| Juegos Olímpicos   | 0 | 0 | 0 | 0     |
| Campeonato Mundial | 0 | 0 | 0 | 0     |
| Campeonato Europeo | 0 | 0 | 0 | 0     |
| Grand Prix         | 0 | 0 | 0 | 0     |
| Copa del Mundo     | 0 | 0 | 0 | 0     |
| Total              | 0 | 0 | 0 | 0     |

## Resultados

### Campeonato Mundial
- 1952 - 2014 — No clasificado

### Campeonato Europeo
- 1949 - 2013 — No clasificado